# 袖廊

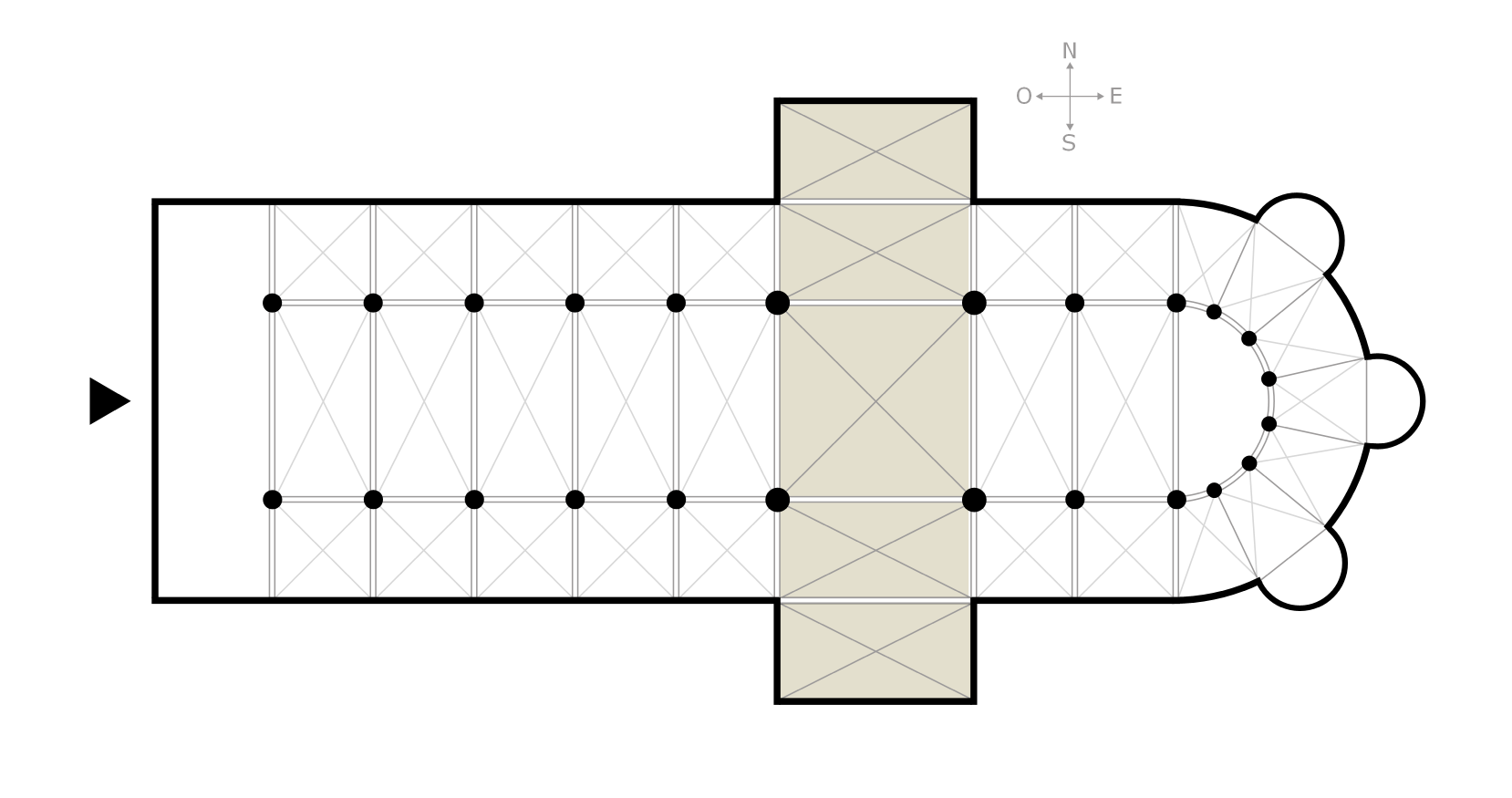
色の濃い部分が翼廊

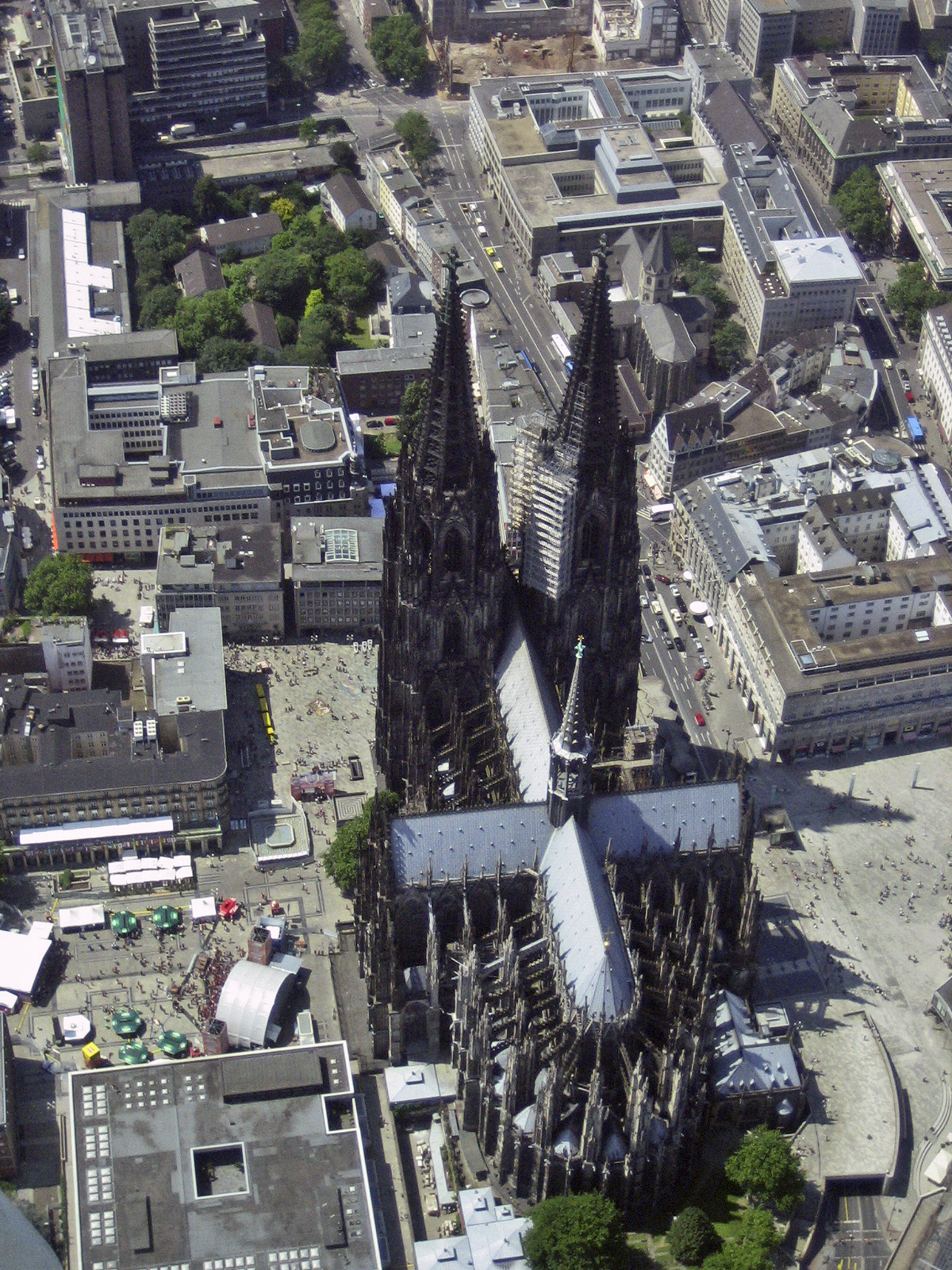
ケルン大聖堂（十字架の左右に突き出た部分が翼廊）

袖廊（そでろう、フランス語・英語: Transept）は通常翼廊（よくろう）と呼ばれ、キリスト教建築において教会堂のうち、ロマネスク様式とゴシック様式で建築された十字形の建物の、身廊に対して直角に建てられた部分を指す。
アプス、クワイヤ、シュヴェ、司祭域、あるいは内陣といった聖域と身廊を区分けする位置にある。
翼廊が身廊と交差する部分（クロッシング）は、翼廊にも身廊にも属することになる。
クロッシングの上部には、尖塔や中央塔(グロスター大聖堂を参照)、ドームが載っている場合もある。
通常、祭壇は教会堂の東端に位置するので、翼廊は南北方向に伸びることになる。
南北の端の壁には、バラ窓などのステンドグラスや石のトレサリーで一面に装飾された窓が存在することも多い。
バシリカ、教会堂、大聖堂が翼廊なしで建築されることはめったになかった。
翼廊が切り詰められて、礼拝室に組み込まれることもあった。
より多く見られるのは、翼廊が十字形を描いて建物の横に伸びる形である。
このデザインはラテン十字と呼ばれ、拡張部は翼廊の腕となる。
ギリシア十字の場合、4つの拡張部はすべて同じ長さとなり、典礼のために重要な中心部分を形作ることになる。
教会堂がパーショア修道院（en:Pershore Abbey）のように片側の翼廊しか持たない場合には、通常、歴史的災害、火事、戦争や財政支援などが例外的な形状になった理由として挙げられる。
ボーヴェ大聖堂の場合、シュヴェと翼廊だけが残っているが、これは1284年に高過ぎるヴォールトが崩壊して以来、大聖堂の身廊が完成されることがなかったためである。
プラハの聖ヴィート大聖堂は、クワイヤと、翼廊の南部分だけが建築され、残りの部分は19世紀の建築完成キャンペーンまで待たなければならなかった。

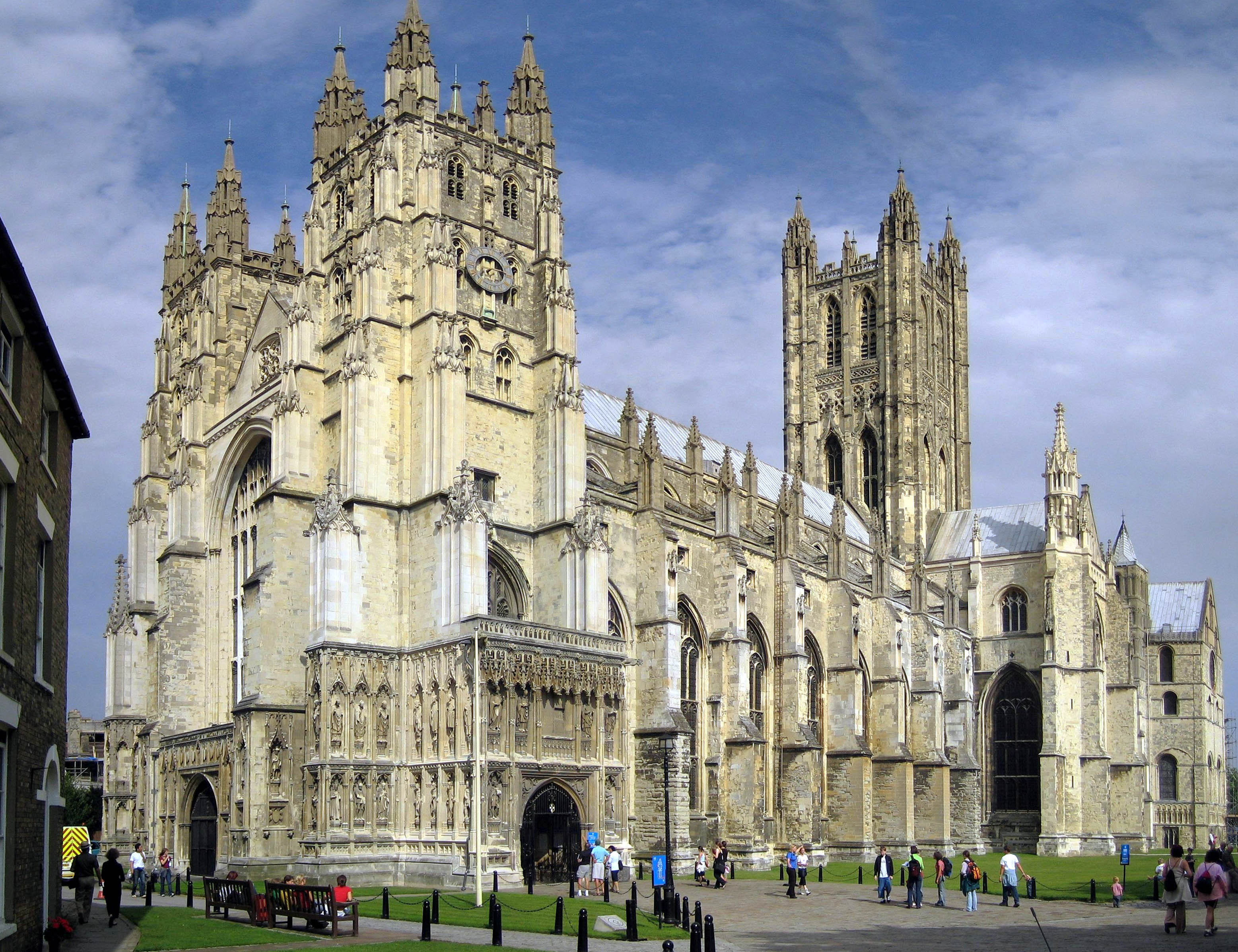
カンタベリー大聖堂（奥の突き出た部分が翼廊）
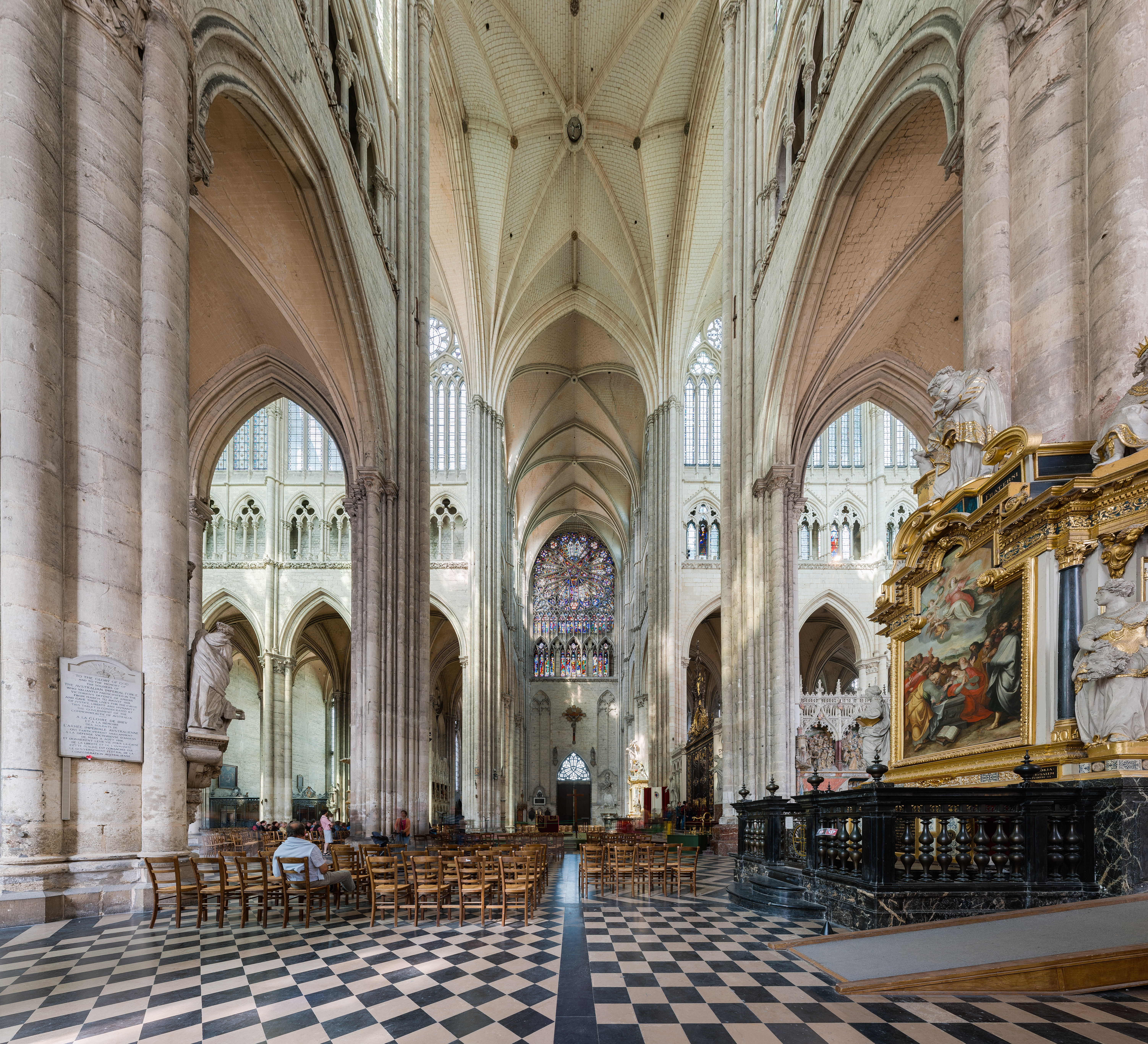
ノートルダム大聖堂 (アミアン)の翼廊内部